# Khaplu
Khaplu (Urdu y Balti : خپلو ), también escrito Khapalu, es una ciudad que sirve como capital administrativa del distrito Ghanche de Gilgit-Baltistan, en el norte de Pakistán. Mentir 103 kilómetros (64,0 mi) este de la ciudad de Skardu, fue el segundo reino más grande del antiguo Baltistán de la dinastía Yabgo. Vigilaba la ruta comercial a Ladakh  a lo largo del río Shyok . 
El valle de Khaplu tiene casi 110 kilómetros (68,4 mi) desde Skardu lo que supone un viaje de dos horas en jeep. Es un pueblo en expansión por su ubicación en la confluencia del Indo y el río Shyok en Pakistán. 
Khaplu es una base para hacer senderismo en el valle de Hushe, que conduce a las montañas Masherbrum. Allí se encuentran muchas montañas famosas, como Masherbrum, K-6, K-7, Sherpi Kangh, Sia Kangri, Saltoro Kangri y Siachen, etc. Anualmente, aproximadamente 100 mil turistas visitan Khaplu para ver el glaciar Siachen y el tercer cuarto quinto y sexto pico más alto del mundo. Khaplu tiene una mezquita que llama Chaqchan de 700 años de antigüedad, fundada por Ameer Kabeer Syed Ali Hamadani (RA).  

## Historia
La primera mención del antiguo pequeño reino llamado Khápula se encuentra en la famosa obra de Mirza Haidar (1499-1551) Tarikh-i-Rashidi (p. 410). El autor enumera el distrito Khaplu de Balti (stan). Khaplu también fue muy conocido en los siglos XVII y XVIII debido a sus estrechos lazos políticos y familiares con la familia real del vecino país de Ladakh. 
El primer europeo en visitar Khaplu fue probablemente el capitán Claude Martin Wade (1794–1861), quien mencionó a "Chílú" en 1835 en un ensayo de la Revista de la Sociedad Asiática de Bengala. Posteriormente, William Moorcroft y George Trebeck escribieron en su libro de 1841 (Parte II, p 264): "Kafalun es una provincia al oeste de Nobra, en la orilla izquierda del Shayuk". Godfrey Thomas Vigne visitó Khaplu en 1835-1838, basándose en particular en la fortaleza de la montaña local comentando que todavía estaba en una condición intacta (Parte 2, págs. 317f). Alexander Cunningham (p. 28), que no visitó Baltistán, publicó una breve descripción geográfica de Khaplu y una genealogía de sus gobernantes en 1854. Thomas Thomson viajó en noviembre de 1847 y describió brevemente un lugar de notable belleza para el Tíbet (p.210). Knight informó sobre su visita a Khaplu (p.253): "Este hermoso lugar lo que Kapalu, el distrito más rico de Baltistán, y considerado como un verdadero Jardín del Edén por la gente de Balti". Jane E. Duncan llegó a Khaplu en 1904 y permaneció allí durante tres semanas. De Filippi, que llegó a Khaplu en 1913, caracterizó el sitio de la siguiente manera: "Es, quizás, el oasis más hermoso de toda la región". Arthur Neve incluyó más información sobre Khaplu en un informe de viaje (p. 99f). Se pueden encontrar descripciones recientes en las guías Arora, págs. 211, Lonely Planet, págs. 306 y Beek, págs. 252.

## Geografía

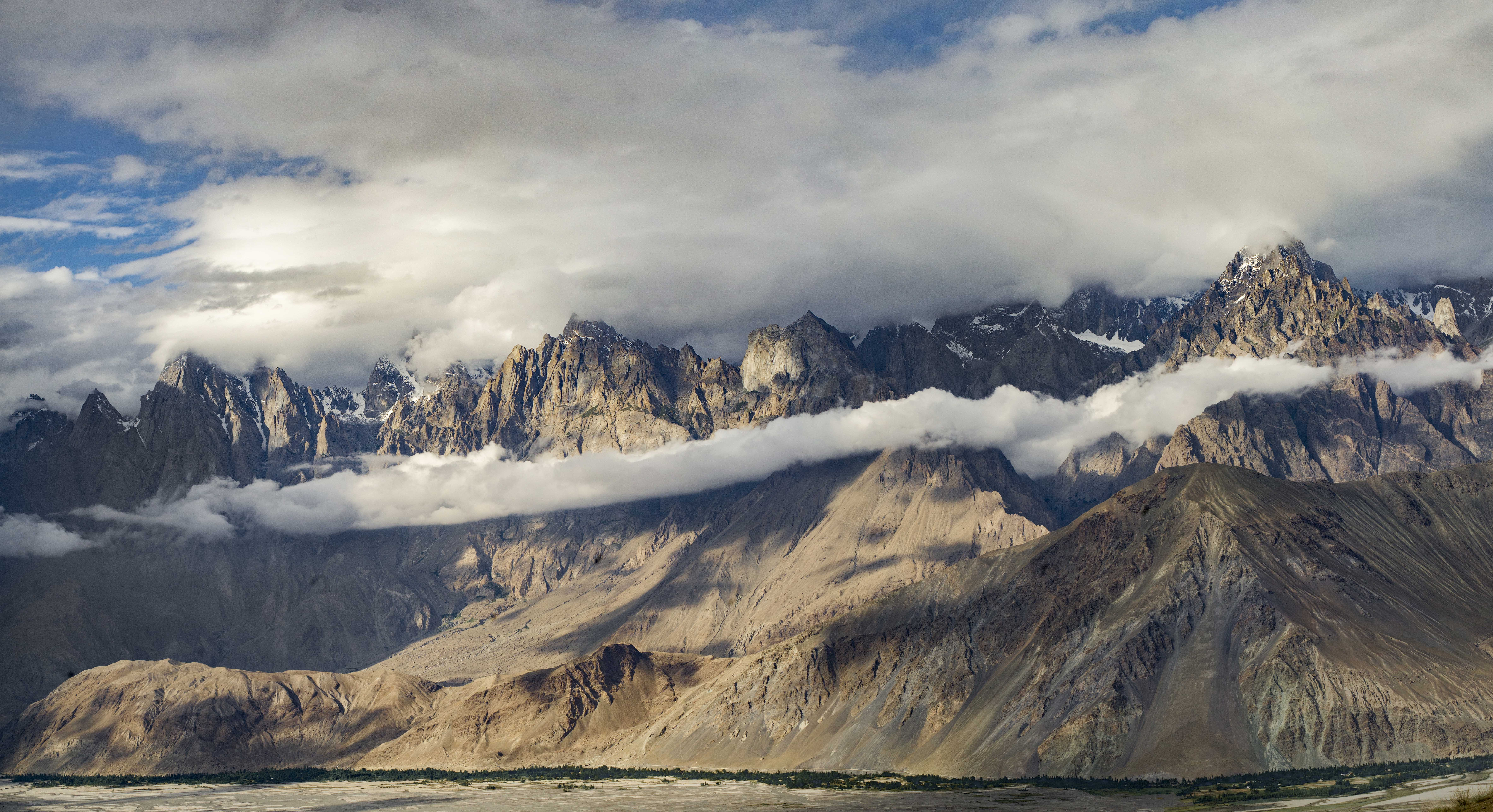
Conos Haldi

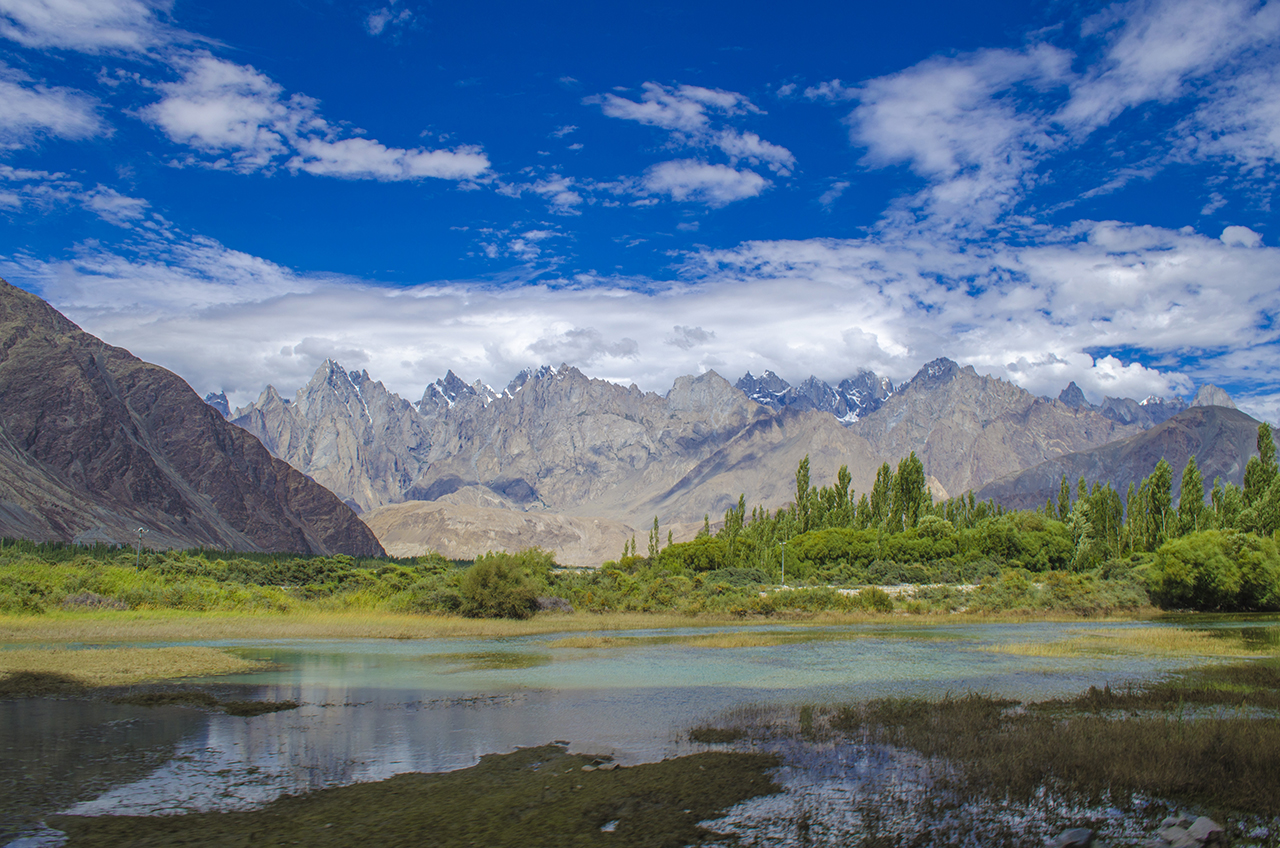
Khaplu se encuentra en la base de la Cordillera Karakoram.

En contraste con Skardu y Shigar, el territorio de Khaplu no se centró en un solo gran valle fluvial, sino que se extendió por los tres valles del río Shayok (territorio de la actual ciudad de Khaplu), el valle del río Thalle, y el valle de Hushe/Saltoro. El área alrededor de la desembocadura del río en Thalle Shayok formaba la frontera occidental del reino. Hoy en día, el distrito de Ganache, cuyo centro administrativo se encuentra en Khaplu, cubre Balghar y Daghoni además de la desembocadura del Indo en Shayok. La fortaleza en la ciudad de Khar Thortsi Khaplu se consideraba militarmente inexpugnable y el sistema de defensa más importante de la zona. 

## Turismo
Khaplu ha recibido muchos nombres como "Valle de Shyok", "Ghanche" y "Pequeño Tibet". Esta última denominación se debe al Raja Palace un hermoso edificio y el último y mejor palacio de estilo tibetano en Pakistán. Khaplu Khanqah se atribuye a Mir Mukhtar Akhyar.
 

Khaplu es un lugar pintoresco para practicar senderismo como Khaplu Braq, Khaplu Thung y Hanjoor, Kaldaq, Kholi, Ehli. Se puede hacer rafting en el río Shyok y hay lugares de escalada en roca como Biamari Thoqsikhar y DowoKraming (aguas termales). 

### Arquitectura

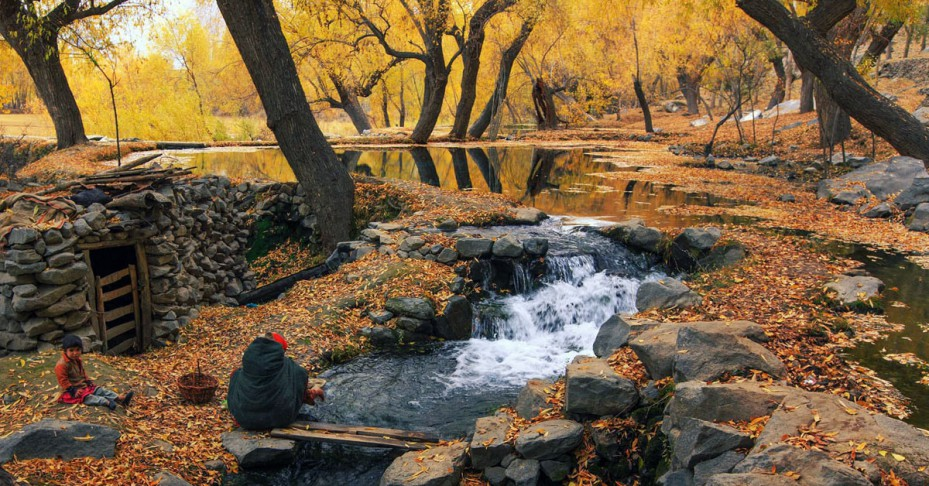
Khaplu en otoño.

Los monumentos religiosos más importantes de Khaplu son la gran sala de oración Khanqa y la Mezquita Chaqchan. El primero fue construido en 1712 por Sayyed Mohammad, un santo de la secta islámica Nūrbkahshīya, cuyo monumento a la tumba de Astana se encuentra en las inmediaciones. El monumento a la tumba de Astana ha sido restaurado por el Aga Khan Trust for Culture Pakistan y, por lo tanto, se ha salvado de la desintegración total. La Mezquita Chaqchan es la más grande e importante de las mezquitas tradicionales de Baltistán. Después de Klimburg (pág.155) se atribuye su establecimiento como Mezquita Amburiq en Shigar, al misionero islámico Sayyed Ali Shah Hamadani (siglo XIV).  

## Transporte
Khaplu solo es accesible por carretera, la ruta normal por carretera es una desde el valle de Skardu. Hay otros cuatro o cinco enlaces por carretera a Cachemira y Ladakh.